# Tolls

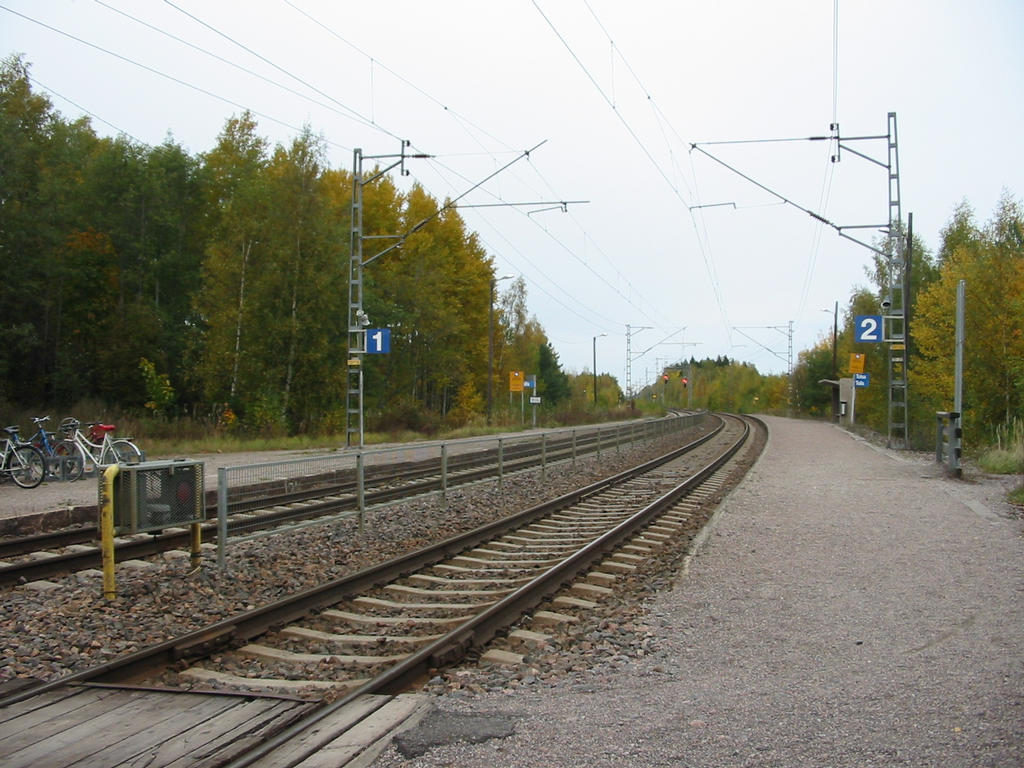
Tolls hållplats

Tolls (finska: Tolsa) är en by och ett bosättningsområde med järnvägsstation i Kyrkslätts kommun i det finländska landskapet Nyland. Tolls ligger cirka tre kilometer österut från Kyrkslätts centrum.
Stamväg 51 går genom Tolls. Den södra delen av Tolls består av egnahemshus. I områdets norra del finns bland annat Tolls hållplats samt med Bredberget. I Tolls finns bland annat en matbutik, ett daghem och en skola.